# Église Saint-Pierre de Mussy-sur-Seine
Pour les articles homonymes, voir Église Saint-Pierre.
L'église Saint-Pierre est une église catholique située à Mussy-sur-Seine, en France.

## Localisation
L'église est située dans le département français de l'Aube, sur la commune de Mussy-sur-Seine.

## Historique
L'édifice est classé au titre des monuments historiques en 1840.

## Mobilier
Elle possède un mobilier classé comme :
- La dalle funéraire de Henri Quailloz et de sa femme est du 2e quart XIVe siècle[2]
- Un retable peint en cinq parties[3]
- Une Trinité[4] du XVe siècle en calcaire polychrome

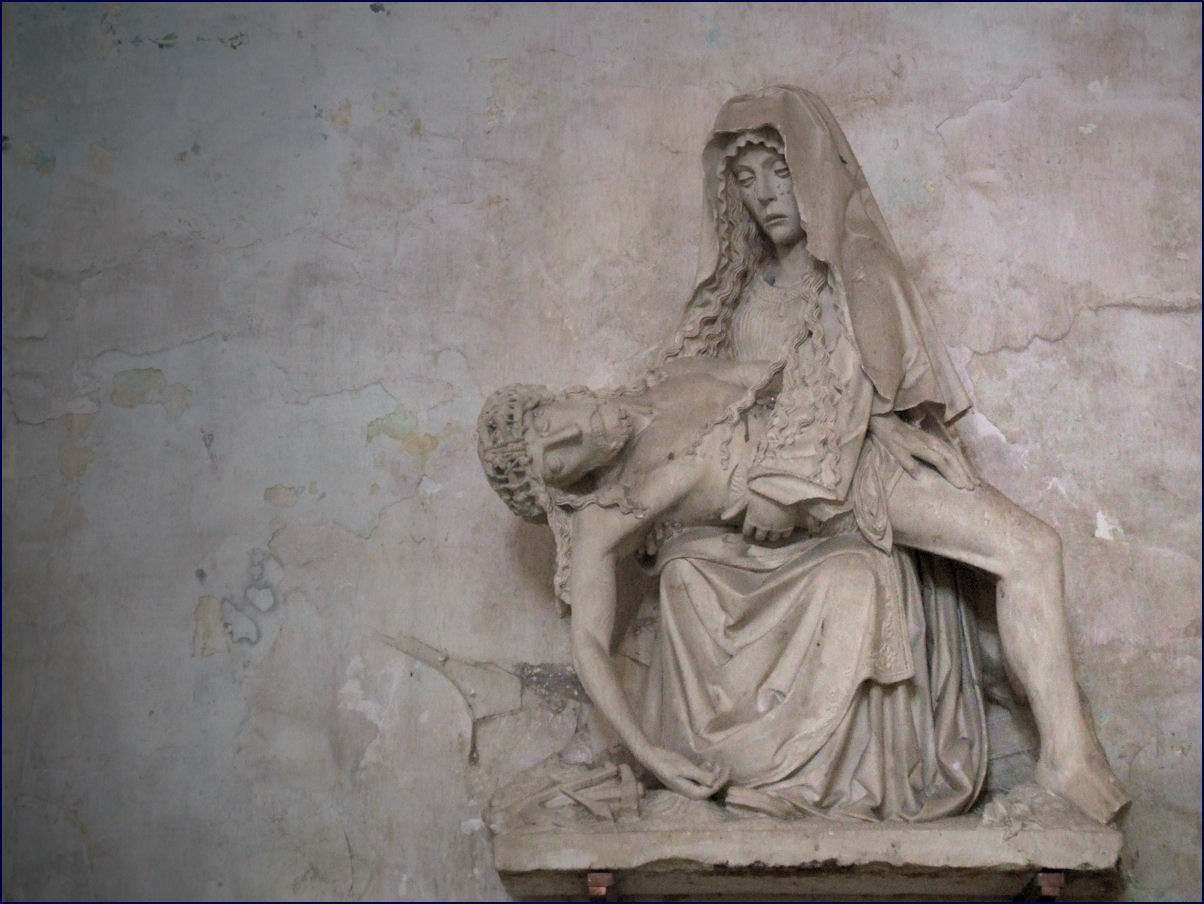
Vierge de Pitié[5],
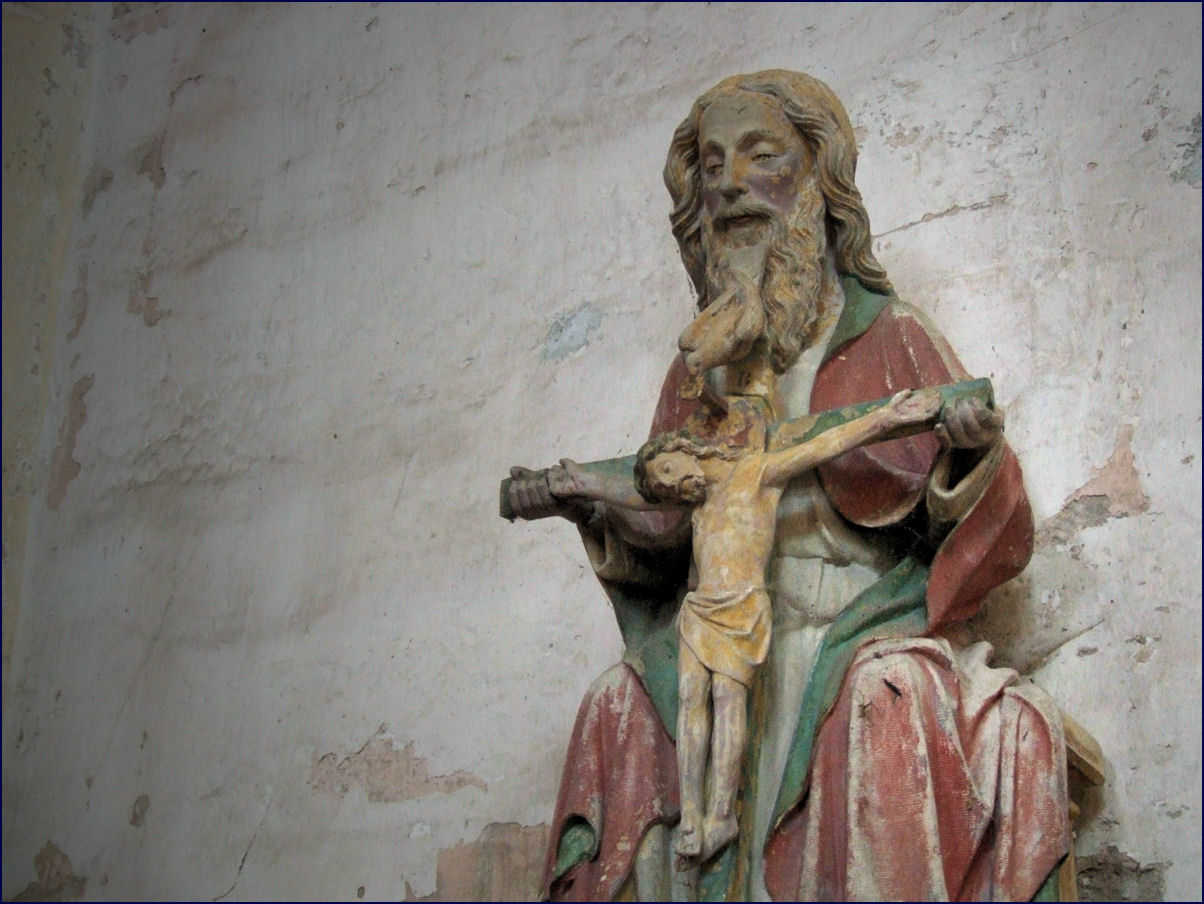
Trinité,
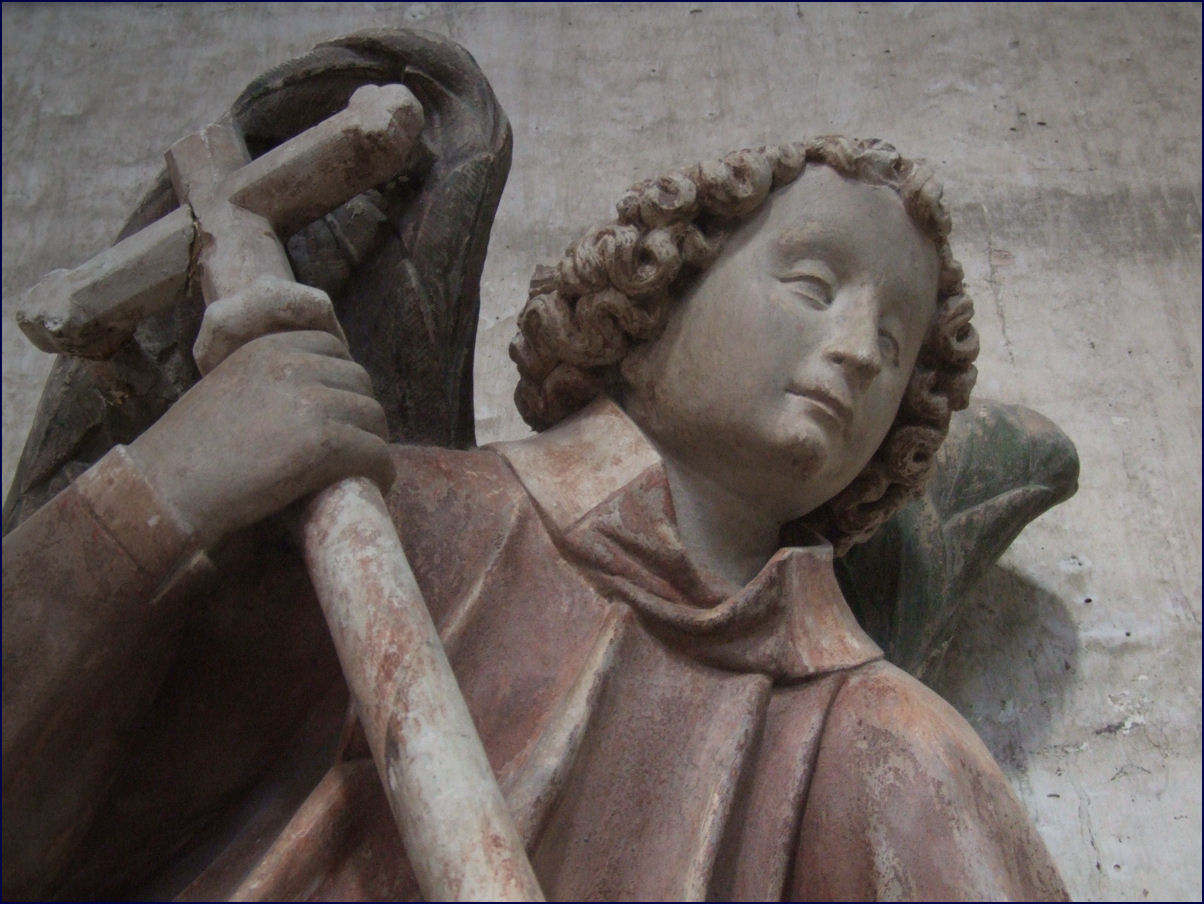
détail de statue,
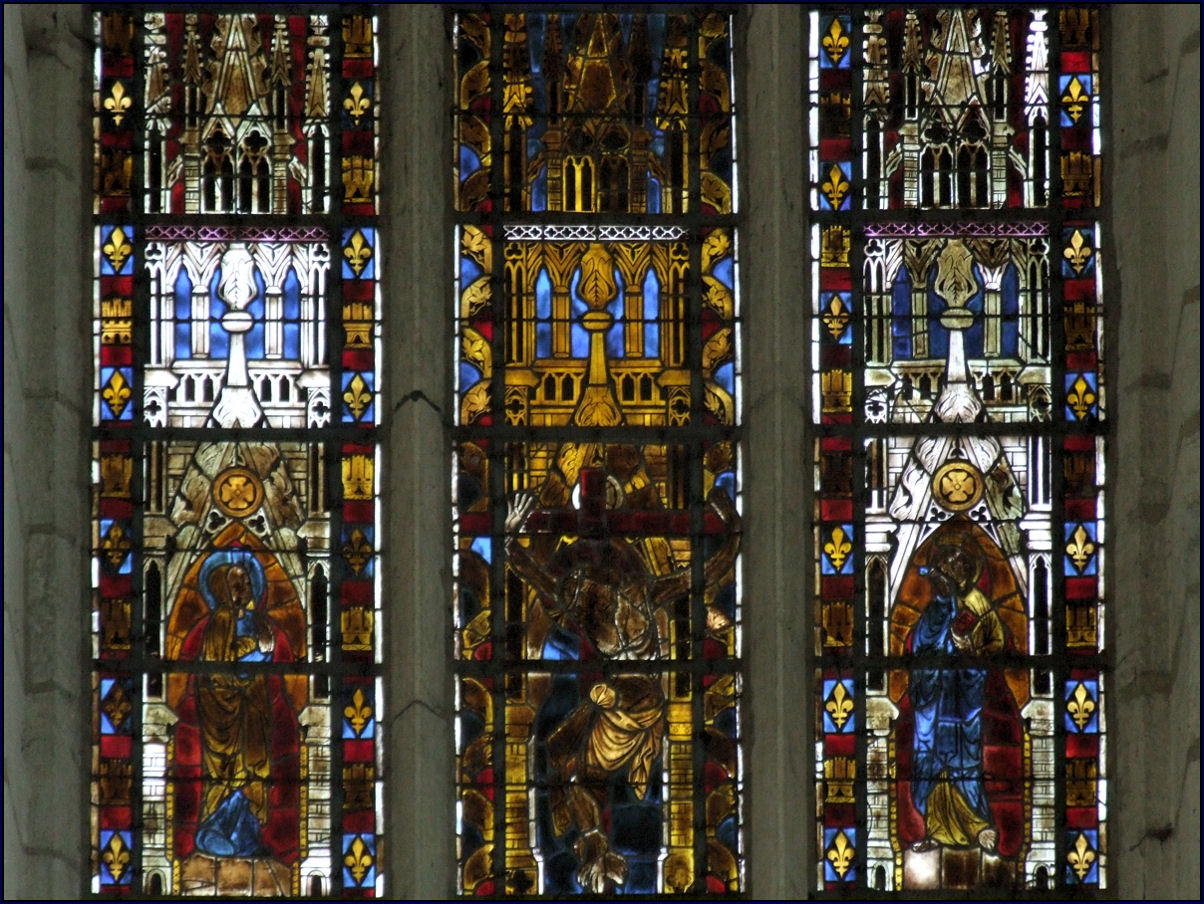
vitrail.